# Sheij Fazlollah Nurí
El sheij Fazlollah Nurí, también conocido como sheij Fazlollah y Hayí sheij Fazlollah (Mazandarán, 24 de diciembre de 1843-Teherán, 31 de julio de 1909) fue un mochtahed duodecimano iraní, uno de los dirigentes del boicot del tabaco en Irán en 1891 y pionero del islamismo moderno iraní.
Ulema de gran influencia en el Teherán de finales del siglo XIX y rival de seyyed Abdollah Behbahaní, participó en el movimiento a favor de la limitación constitucional (mashruté مشروطه) del poder monárquico pero se opuso al avance del secularismo oponiéndole un constitucionalismo sometido a la ley islámica (mashrué, مشروعه), llegando a aliarse con los monárquicos. Promulgó fetuas acusando a los reformistas de pertenecer en secreto al movimiento babí, de ateísmo y de librepensamiento, fetuas por las que el sheij Fazlollah fue ejecutado tras la toma de Teherán en 1909, por lo que es considerado mártir en el islamismo moderno.